# Província senatorial

L'Imperi Romà l'any 117. En color rosat, les províncies senatorials.

Una província senatorial (en llatí, provincia populi Romani, "província del poble romà") era una província durant el Principat on el Senat hi tenia el dret de designar el governador (procònsol). Aquestes províncies solien estar ubicades lluny de les fronteres exteriors de l'Imperi, de manera que era molt poc probable que s'hi produïssin revoltes, i, per tant, tampoc no hi havia legions estacionades, o molt poques, de manera que també es feia improbable que el Senat li pogués disputar el poder a l'emperador.
A l'Imperi Romà existien des del temps d'August les províncies senatorials o públiques i les imperials. Després del 284, la reorganització de Dioclecià, va limitar les províncies senatorials a dos: Àsia i Àfrica essent les altres imperials.
A principis del segle iii sabem que un governador provincial senatorial (encara que segurament era igual per a un procònsol, legat o procurador) enviava a la província un edicte que anunciava la data de la seva arribada, oferia el seu govern al poble, i sol·licitava que es provoqués el menor desordre possible en la seva rebuda. El lloc de l'arribada venia determinat pel costum.
Un governador provincial disposava en general d'escasses forces militars, pel que eren decisius els contactes establerts amb els notables de la província o amb les ciutats de certa importància. Sembla que les classes dirigents de la província establien un vincle o comunitat d'interessos amb els governadors provincials procedents de l'exterior.
La primera missió d'un governador provincial era mantenir l'ordre. Aquesta missió va ser cada vegada més difícil en la segona meitat del segle III. La pobresa va engendrar el bandidatge o les rebel·lions (com la dels Bagaudes a la Gàl·lia) i més tard les invasions germàniques i altres, que abans sol afectaven a les províncies frontereres van arribar a províncies més allunyades.
També era missió del governador l'administració de justícia que se celebraven en els conventus. A la ciutat, quan arribava a ella el governador per impartir justícia, es concentraven litigants, oradors, mercaders, juristes, funcionaris diversos, esclaus, transportistes, prostitutes i altres; acudien des d'una extensa zona (que constituïa una espècie de districte o subprovíncia) totes les ciutats de la qual integraven en l'anomenat convent jurídic. L'arribada del governador a la ciutat era saludada amb un discurs oficial, en el qual se li encomanava la ciutat i se'l vitorejava i aplaudia. No obstant això, en matèria civil la competència dels governadors es limitava als casos més importants. Els plets per qüestions d'impostos corresponien als procuradors; aquests s'ocupaven de les multes, confiscacions, deutes de qualsevol tipus al fiscus, reactivació de successions i transaccions comercials. Els procuradors imperials no depenien del governador provincial, i fins i tot estaven en una situació a vegades preeminent. En matèria criminal els governadors tenien també poder, però sovint les causes es presentaven directament a l'emperador (sense passar pel governador) o bé eren remeses a aquest pel mateix governador, especialment si es tractava d'acusats de delictes polítics. Quan el reu era un decurió o curial (o algú amb un càrrec o rang superior) es consultava a l'emperador i en tot cas s'esperava la seva resposta abans d'executar la sentència; per condemnar a un honestior a la deportació o penes de similar gravetat calia que el governador consultés a l'emperador i l'execució de sentència es demorava fins a obtenir resposta. Quan el governador provincial havia emès el seu veredicte el condemnat podia recórrer, i llavors el governador enviava les interlocutòries a l'emperador i la petició (libellus) de l'apel·lant; fins a no rebre resposta de l'emperador no s'executava la sentència.
El governador podia rebre queixes de les ciutats en la seva residència principal. Les ciutats enviaven ambaixades i el governador contestava amb una carta.
Els litigis més importants sobre els quals decidia un governador eren els privilegis de les ciutats o els seus límits. Intervenia també en les qüestions legals de les ciutats, per determinar els poders dels magistrats, fixar impostos, mitjançar en litigis particulars, assumptes sobre proveïments i preus i altres. La carestia i els problemes de l'administració i la hisenda, va obligar els governadors a intervenir cada vegada amb més freqüència durant el segle III.
Els governadors aprovaven certes despeses de les ciutats (com festivals), inspeccionaven els temples i edificis públics encarregant les reparacions d'acord amb la possibilitats financeres de cada ciutat, designant als quals havien de supervisar els treballs, i fins i tot enviant soldats per ajudar en els treballs. Però els curadores van passar a exercir la major part d'aquestes funcions a finals del segle II, i al segle iii, la crisi econòmica va provocar el cessament de noves construccions i després la destrucció de part de les existents causada per les invasions.
Els auxiliars que envoltaven als governadors foren els mateixos al llarg de l'imperi fins que Dioclecià va introduir les seves reformes. Al servei del governador provincial estava com a principal cos, el dels frumentaris (Frumentarii) que cuidava dels serveis de missatgeria, policia i espionatge, de manera similar al cos d'igual nom al servei de l'emperador.
El poder del governador era suplantat a vegades pel de l'emperador. Les ciutats i les Assemblees provincials podien dirigir-se directament a l'emperador i sol·licitar la seva decisió sobre determinat tema, generalment de certa importància local o regional.
Progressivament els procuradors imperials, les funcions dels quals hem esmentat anteriorment, van adquirir major importància. Encara que els temes que corresponien als procuradors eren d'incumbència també del governador o procònsol, aquest es mantenia al marge. Els procuradors van adquirir a més funcions policials i van intervenir en tota classe de litigis i plets civils, fins i tot fora de les zones on havia interessos o propietats imperials. També van intervenir en qüestions de justícia criminal, que sembla que van anar augmentant durant el segle III. Caracal·la, el 212, va prohibir als procuradors aplicar la pena d'exili, estalvi si actuava com a governador en funcions, però va reconèixer la seva jurisdicció en els casos de rapte i adulteri; Gordià III els va negar la seva jurisdicció en els casos de rapte, sense que sapiguem si la mesura va ser respectada.
L'estructura de govern senatorial a les províncies, i els llocs de comandament confiats a personatges de rang senatorial en elles, va acabar ensorrant-se a partir del 235. Molts càrrecs administratius, que corresponien a la constant increment de l'activitat de l'Estat i dels interessos de l'Emperador, havien passat a eques. El govern d'una província pel procurador imperial en substitució del procònsol (anomenat llavors govern vice praesidis) va començar a ser freqüent. Sembla que els Procuradors arribaren abans del 235 una posició preeminent en l'organigrama de govern de les províncies, i que la substitució interina del governador (quan aquest estava absent, incapacitat, o el lloc estava vacant) pel procurador ja era habitual cap al 235, i que al costat de l'ascens dels procuradors es va produir una disminució de poder dels governadors senatorials.
En els anys següents els procuradors de diversos rangs (el procurador de més alt rang era el ducenarius) van ascendir progressivament i van assumir funcions destacades, i es van envoltar d'una guàrdia personal (nombrosa) que els precedia i els seguia, administraven justícia des d'un tron amb una tarima, i disposava d'una oficina (secretum), és a dir de col·laboradors.
Entre el 260 i el 280 els governadors provincials senatorials que ocupaven el govern d'una província després de ser pretors, van ser substituïts per governadors sortits de la classe dels cavallers. Aquesta substitució no va afectar els governadors provincials senatorials que ocupaven aquests funcions després d'haver estat cònsols, però la reorganització administrativa de Dioclecià (després del 284) va donar un cop molt dur al poder senatorial a les províncies al deixar com úniques províncies senatorials els proconsolats d'Àfrica i Àsia.

## Les províncies senatorials des d'August fins a Septimi Sever

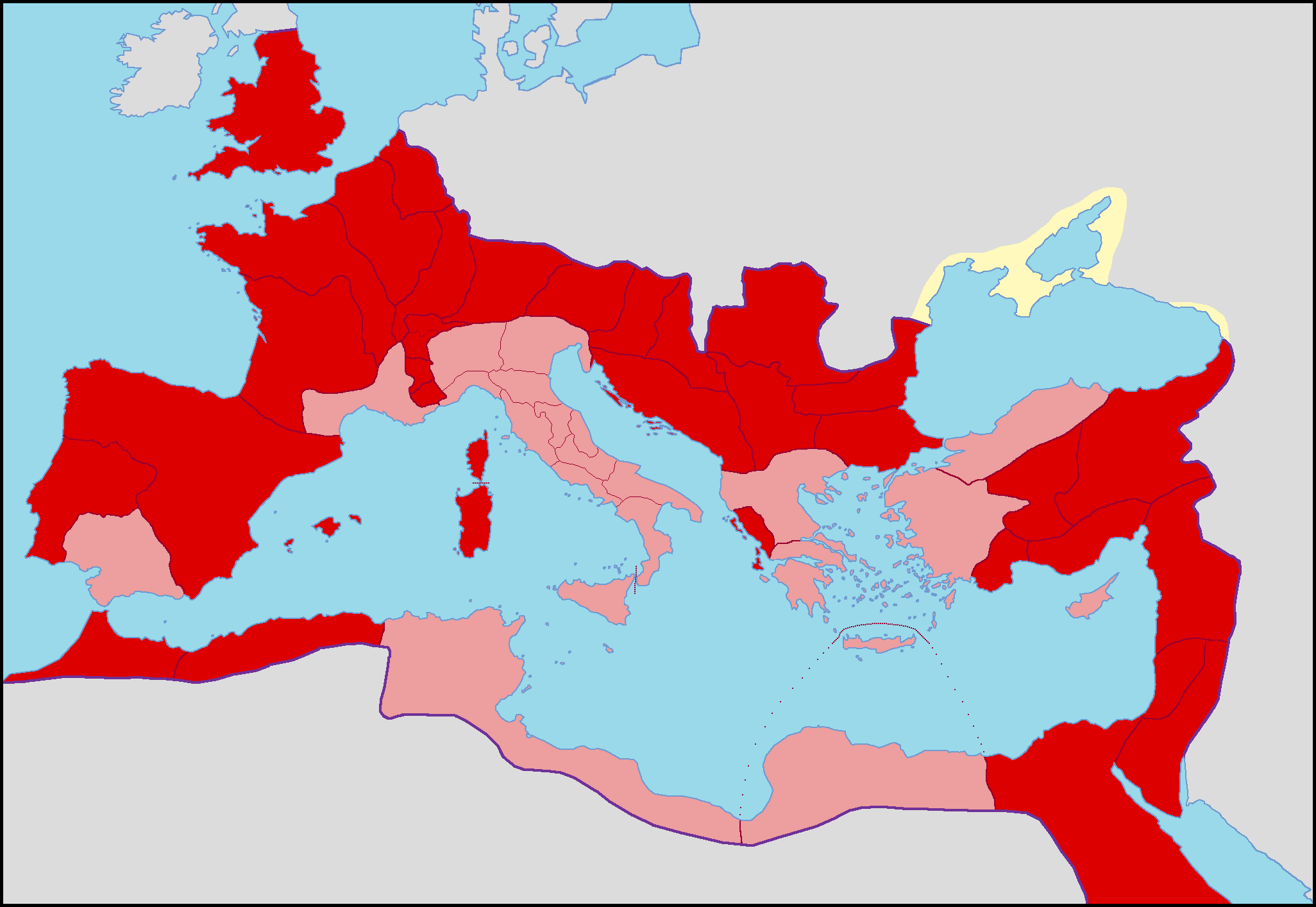
Províncies senatorials i imperi vers 120
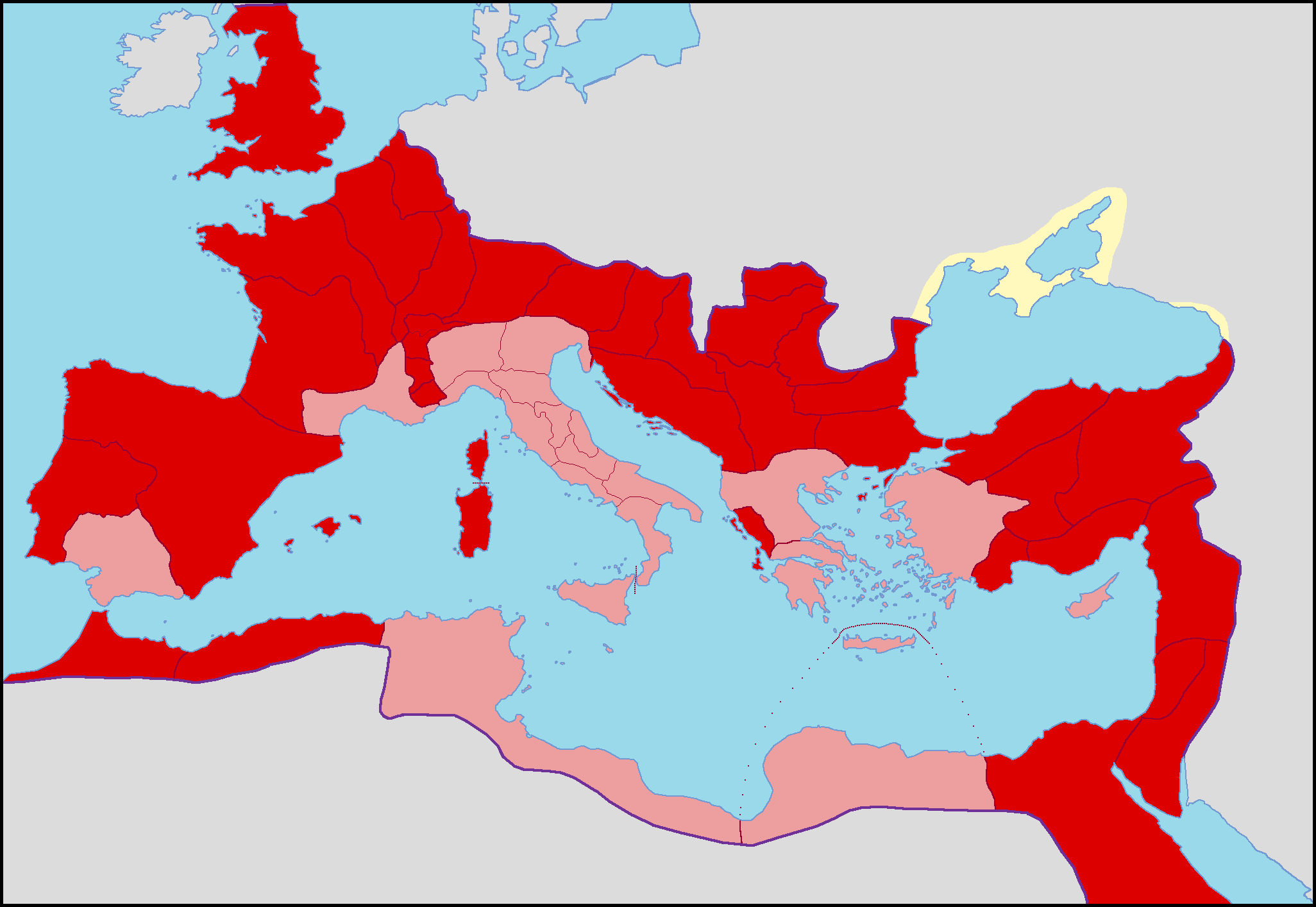
Províncies senatorials i imperi vers 150
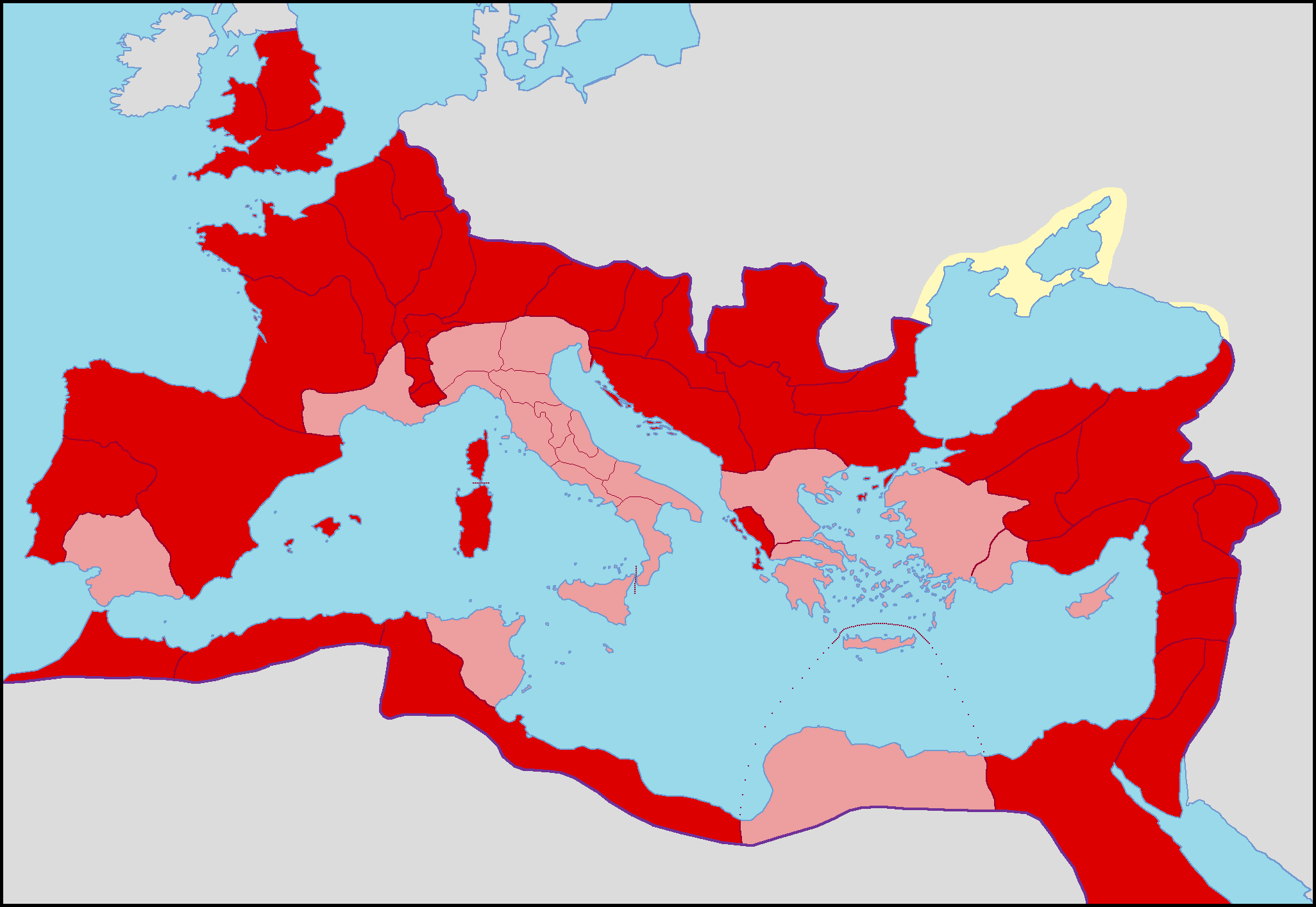
Províncies senatorials i imperi vers 210